# Valravillon
Valravillon is een gemeente in het Franse departement Yonne (regio Bourgogne-Franche-Comté). De plaats maakt deel uit van het arrondissement Auxerre. Valravillon is op 1 januari 2016 ontstaan door de fusie van de gemeenten Guerchy, Laduz, Neuilly en Villemer.